# Gesats
Els gesats (llatí: Gaesatae) foren un poble celta establert als Alps propers a la Gàl·lia Cisalpina. El seu nom derivava d'una llança o javelina anomenada en llatí gaesum i era un nom de guerra com els francs («els valents») o els alamans («tots homes»). Servien en general com a mercenaris i van destacar al servei dels cartaginesos contra els romans. Plutarc diu que en general eren cavallers més que infants.
A Itàlia apareixen periòdicament lluitant contra els romans. La seva primera menció és de l'any 388 aC quan actuaven com aliats dels sènons i altres gals que van conquerir Roma i hi van restar acampats set mesos. La darrera vegada que apareixen va ser el 222 aC quan bandes de mercenaris reclutades a la conca del Roine, van creuar els Alps en ajut dels ínsubres en la guerra contra els romans. Un dels caps dels gesats, Viridòmar, va morir en la batalla de Clastídium (Casteggio) a mans del cònsol Marc Claudi Marcel; anava a cavall i vestit amb armadura d'una sola peça fabricada d'or i plata.
Estrabó encara parla després del gesats establerts a la Cispadana entre els Apenins i els Alps, al costat dels bois, sènons i ligis, però posteriorment van desaparèixer com a poble.